# 무도장 (춤)

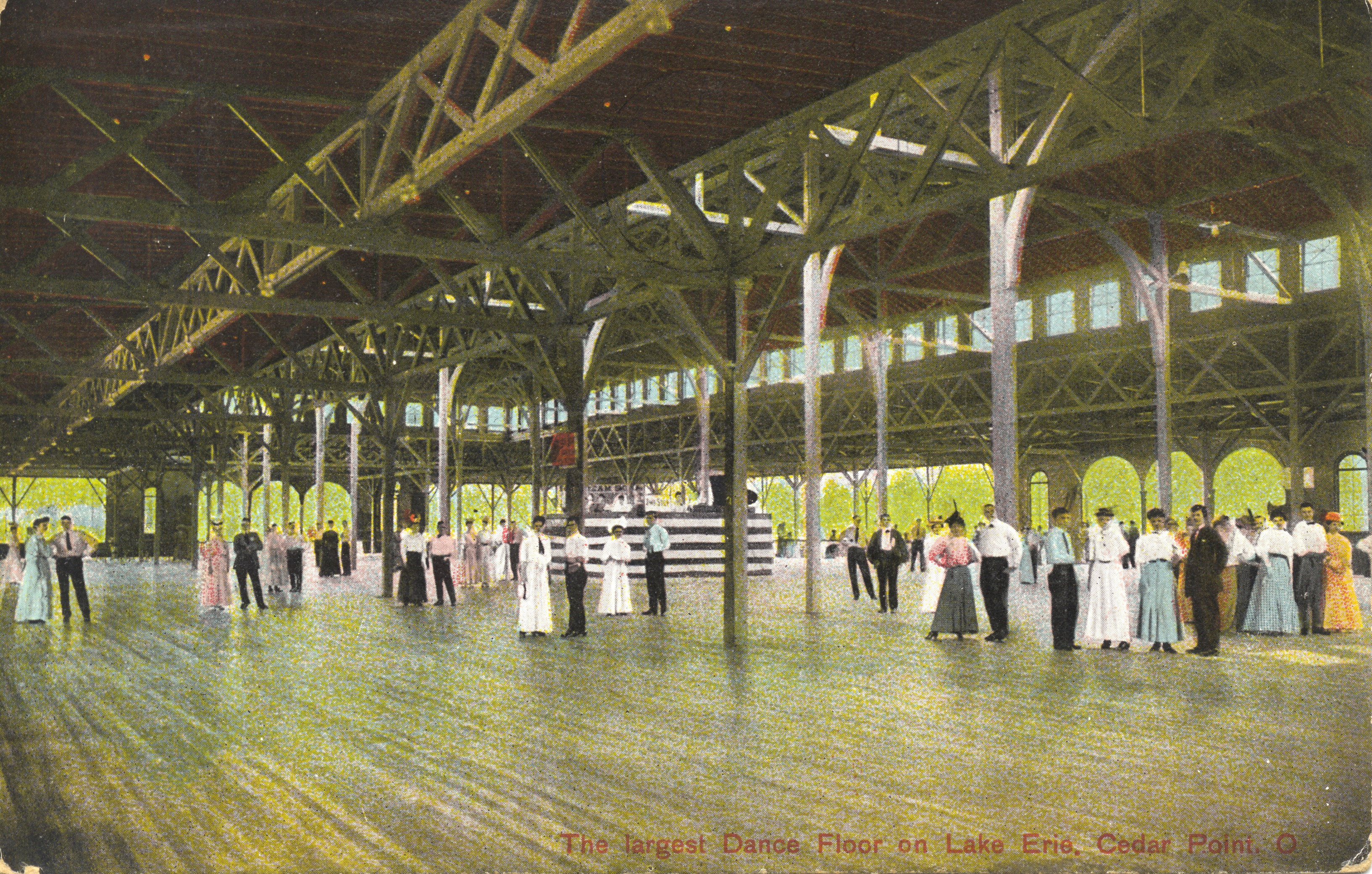
20세기 초 한 우표에 등장한 무도장

무도장(舞蹈場) 또는 댄스 홀(Dance Hall)은 춤을 출 수 있는 공간이다.